# Chronologie de Planoise
 (avril 2025).
Motif : Absence de sources secondaires centrées de qualité
- Archive Wikiwix
- Bing
- Cairn
- DuckDuckGo
- E. Universalis
- Gallica
- Google
- G. Books
- G. News
- G. Scholar
- Persée
- Qwant
- (zh) Baidu
- (ru) Yandex
- (wd) trouver des œuvres sur Wikidata

| 1. | Préciser le motif de la pose du bandeau. | Précisez le motif de la pose du bandeau en utilisant la syntaxe suivante : {{admissibilité à vérifier\|date=avril 2025\|motif=remplacez ce texte par le motif}}                              |
| 2. | Informer les utilisateurs concernés.     | Pensez à avertir le créateur de l'article, par exemple, en insérant le code ci-dessous sur sa page de discussion : {{subst:avertissement admissibilité à vérifier\|Chronologie de Planoise}} |

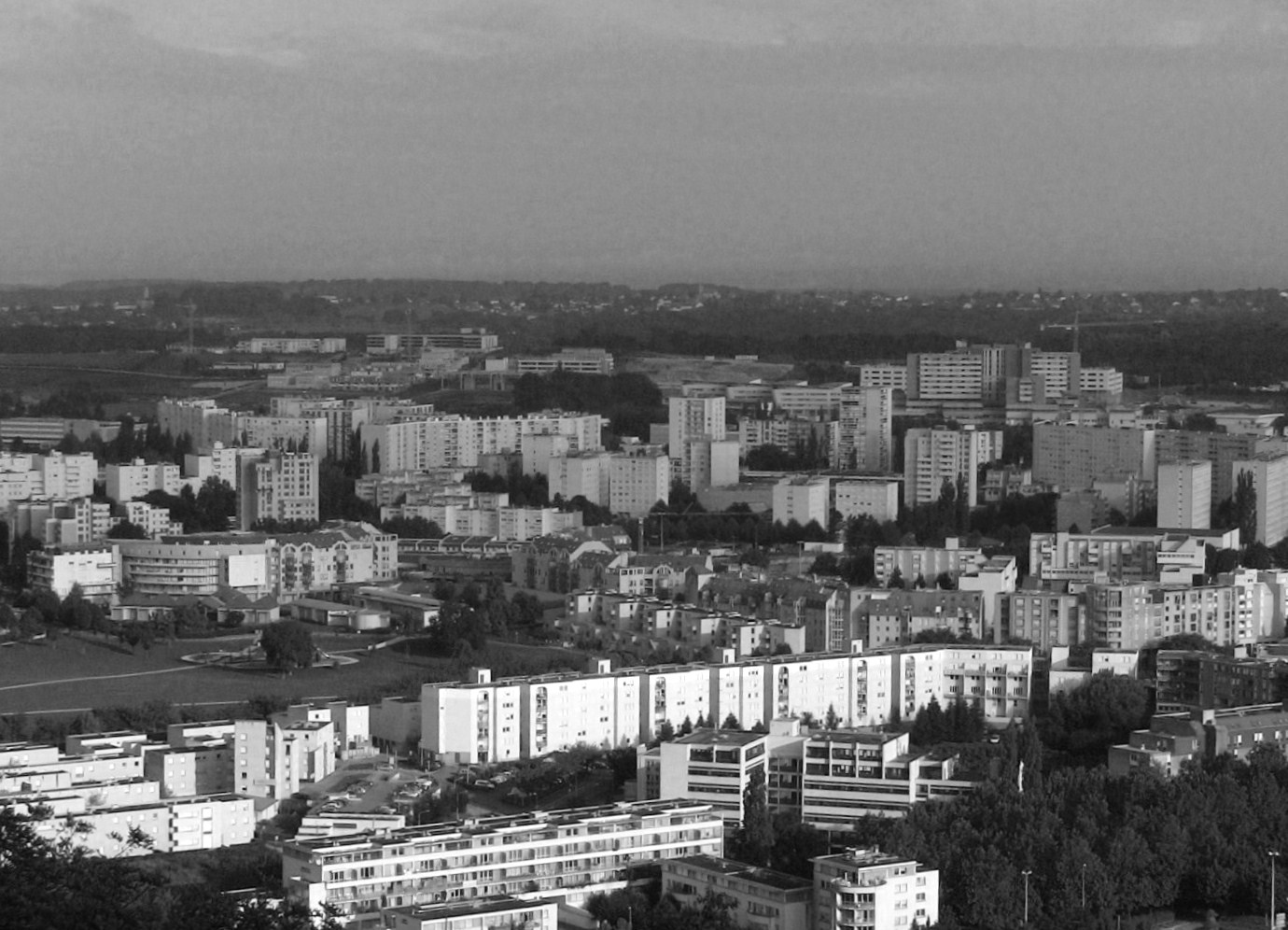
Secteurs d'Île-de-France et de Cassin depuis la colline de Planoise (en 2009).

Planoise est une ZUP créée à la fin des années 1960 pour répondre à la croissance démographique de Besançon. Avant ce vaste quartier, il existait des monuments et des habitations. Peu à peu, cette bourgade s'est transformée en une véritable petite ville.

## Repères chronologiques
- On désigne par "ancien Planoise" l'époque antérieure à la construction de la ZUP de Planoise. Cette époque commence à partir de la première mention du nom Planoise, en 1435, et s'achève dans les Années 1950, à la construction de la ZUP.

- On désigne par "âge d'or de Planoise" la construction de la ZUP de Planoise. Cette époque, propre au quartier, débute à partir des années 1950 (fondations de l'actuel Planoise) et s'achève au milieu des années 1980 (difficultés des ZUP).

## Chronologie

### Préhistoire
- Néolithique
  - C'est aux Époisses que l'on a retrouvé les plus anciennes traces de vie à Planoise : une pointe en silex qui daterait du Néolithique (moins 3000 ans avant Jésus-Christ),
- Âge du fer
  - Trois bracelets à bossettes datés de la fin de l'âge du fer (moins 500 av. J.-C.) et une lampe à huile ainsi qu'une burette en terre cuite appartenant sûrement à l'époque hellénistique (entre le IVe et Ier siècle av. J.-C.) ont été retrouvés. Tous ces objets sont conservés au musée des beaux-arts et d'archéologie de Besançon

### Antiquité
- Époque romaine
  - Un flacon en bronze, une statue représentant une Vierge à l'Enfant ainsi qu'une lampe à huile en terre cuite ont été retrouvés près des Époisses, ils datent de l'époque Romaine.

### Moyen Âge
- XIIIe siècle
  - Fin du XIIIe siècle, les terres de Planoise sont comprises de justesse dans les limites de la commune de Besançon, d'après la charte de Jean de Chalon, comte de Bourgogne, qui fixa les limites de Besançon.
- XIVe siècle
  - 1336, en août des combats acharnés opposent l'armée de Besançon, qui était à l'époque une ville libre du Saint-Empire romain germanique, aux troupes du Duc de Bourgogne dans l'actuel site de la Malcombe.
- XVIe siècle
  - XVIe siècle, la ferme des Époisses est attestée sous Henri IV (XVIe siècle) : elle appartenait au docteur Chavelet (descendants : Grillier), connue aussi sous le nom des exploitants, Chambelland.
  - À partir de 1435, le nom de Planoise apparaît (désignant un bois de platane). De cette époque, certains renseignements : Planoise était une vaste forêt (comparable à la Forêt de Chailluz). Très peu d'habitations existaient, les seuls riverains étaient des agriculteurs (environ une dizaine), qui cultivaient essentiellement des fruits et des légumes.

## Époque moderne
- XVIe siècle :

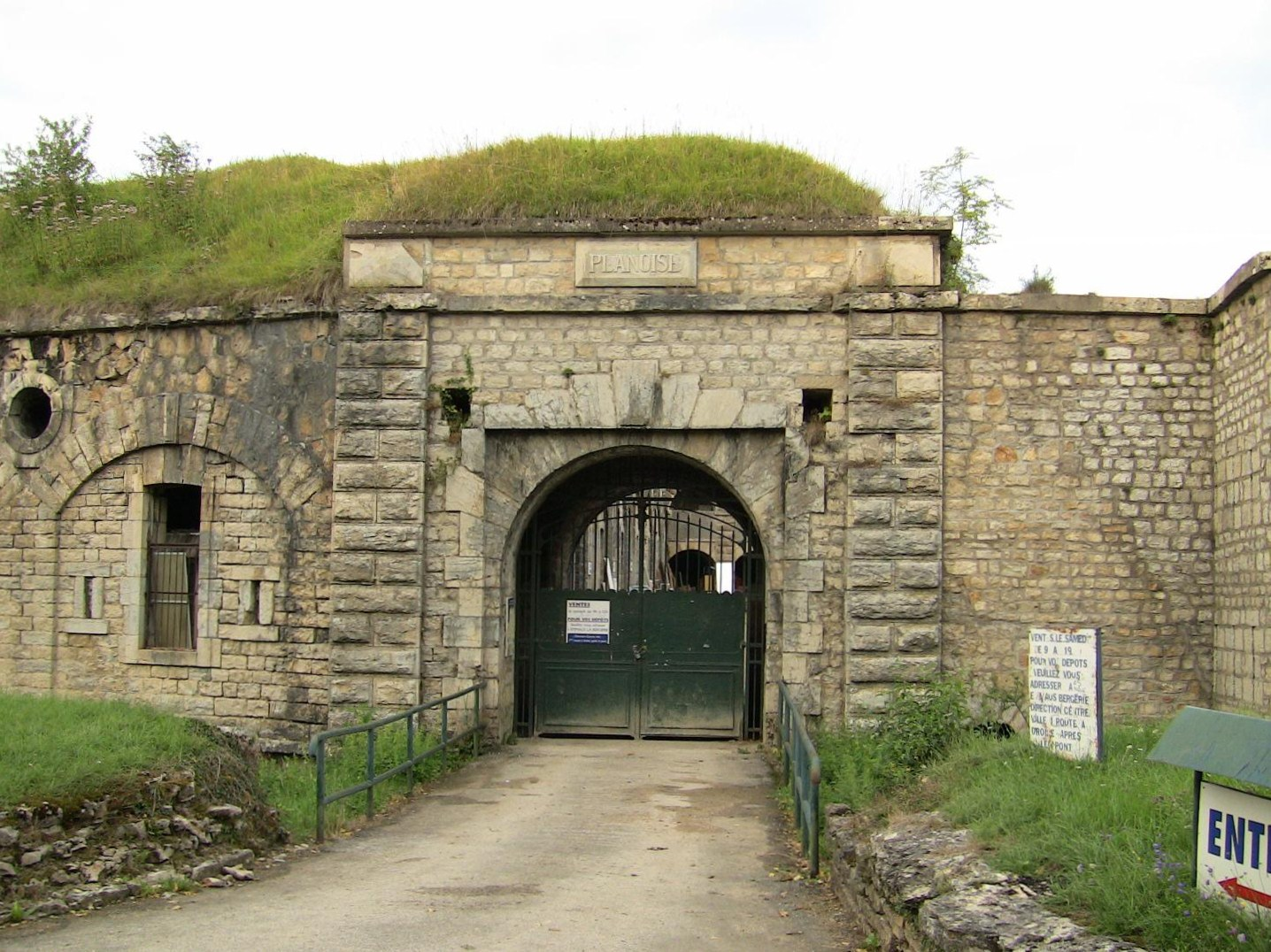
1877 : construction du Fort de Planoise

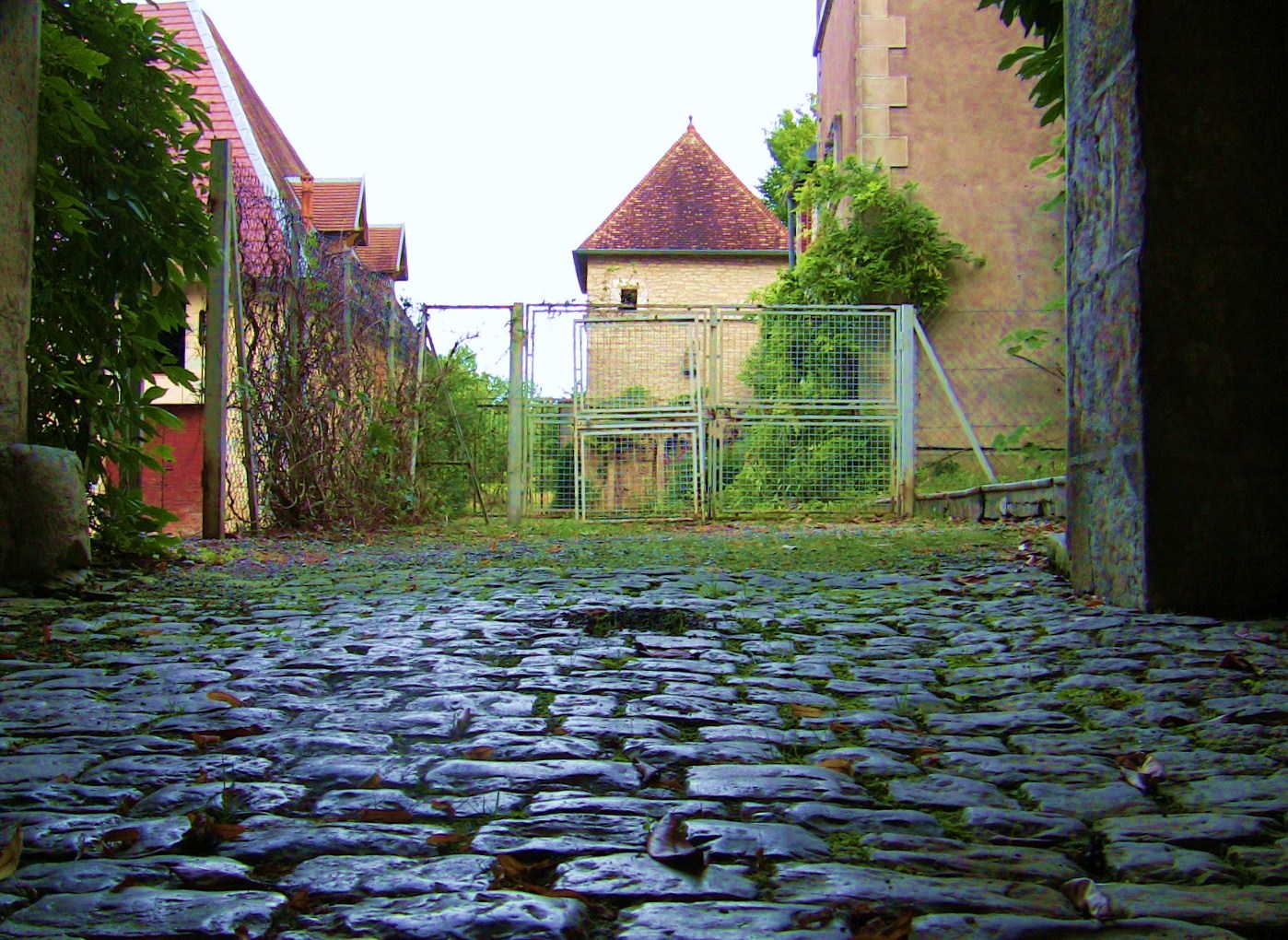
Château Saint-Laurent (entrée)

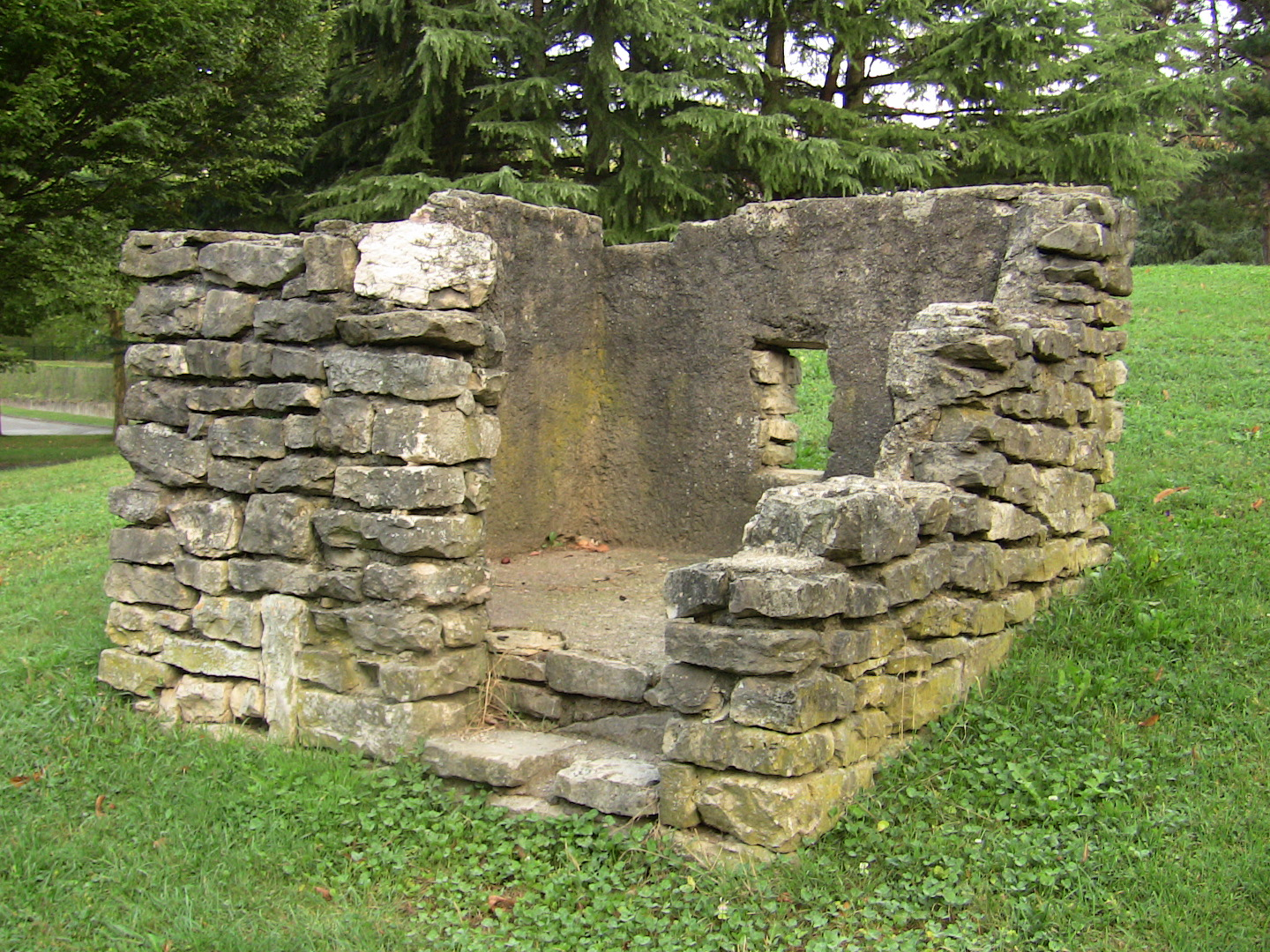
Restes d'une maison, dans le secteur des Époisses

  - Début du XVe siècle, le clergé acquiert les terres de Planoise ainsi qu'une partie de la colline.
- XVIIe siècle :
  - 1613, construction du château Saint-Laurent, entre le secteur de Cassin et Avanne-Aveney.
  - Fin du XVIIe siècle, ouverture de la décharge de Cornandouille, dans l'actuel secteur de Cassin.

### Époque contemporaine

#### DuXVIIIesiècleà lapremière Guerre mondiale
- Début du XVIIIe siècle :
  - Début du XVIIIe siècle, la petite bourgade connaît un essor sans précédent : constructions de fermes, d'un château, d'une voie reliant le site à Besançon. Planoise reste cependant un village assez modeste, qui compte à peine plus de 100 habitants, éparpillés sur un site de plus de 3 km2. Au début du XIXe siècle, la culture de blé et d'orge prend le pas sur la culture de pomme de terre.
  - 1812, construction du lavoir de Planoise, rue des cerisiers (entre Châteaufarine et Cassin).
  - 1815, le 14 janvier, le prince du Liechtenstein entreprend le siège de Besançon, ses troupes s'installent à Saint Ferjeux. Le général Marulaz tente de constituer des vivres pour ses hommes et sa cavalerie. Le plus proche lieu de ravitaillement est alors situé dans la commune voisine d'Avanne-Aveney. L'armée liechtensteinoise bloque alors le passage entre Saint Ferjeux et Avanne-Aveney en occupant le site de Planoise. Le prince du Liechtenstein abandonne finalement Besançon, le 20 avril 1815.
- Milieu et fin du XVIIIe siècle, et début du XXe siècle :
  - Milieu du XIXe siècle, percement d'une voie reliant le site à Besançon, appelée route royale de Moulins à Bâle (futur Rue de Dole).
  - 1877, construction du Fort de Planoise, là où jadis il y avait une ferme.

#### De laPremière Guerre mondialeà laseconde
- Première Guerre mondiale :
  - 1914 à 1918, Planoise est assez loin des combats des guerres mondiales, aucune activité historique particulière durant cette période n'est enregistrée (à l'instar de Besançon).
- Seconde Guerre mondiale
  - 1939, peu avant la guerre, construction de l'école de Châteaufarine sur la Rue de Dole.
  - 1939 à 1945, seules quelques fermes seront détruites par des manœuvres militaires, et un soldat américain sera tué. Un centre de soins allemand fut installé furtivement dans une ferme, avant d'être pris par les Américains.

#### L'aprèsguerre de 1945
Après la Seconde Guerre mondiale, tout est à reconstruire dans la grande ville voisine de Besançon, à Planoise, seules quelques fermes sont détruites ; c'est à ce moment-là que la croissance démographique explose, obligeant la municipalité à prendre une décision : la construction de plusieurs ZUP dans l'agglomération. 
| Chronologie des constructions HLM                                            | Date de construction | Promoteurs      |
| ---------------------------------------------------------------------------- | -------------------- | --------------- |
|                                                                              |                      |                 |
| Rue des Flandres-Dunkerque - Rue de Champagne - Rue de Reims                 | 1968                 | SAIEMB          |
| Rue de Franche-Comté                                                         | 1968                 | SAIEMB et OMHLM |
| Place Jean Moulin - Avenue de Bourgogne - Rue de Dijon                       | 1968                 | SAIEMB et OMHLM |
| Rue de Brabant - Rue des Malines - Rue de Bruxelles - Avenue d'Île-de-France | 1970                 | SCI et ODHLM    |
| Rue de Cologne - Rue de Fribourg                                             | 1970                 | CRL             |
| Rue de Fribourg - Rue de Cologne                                             | 1971                 | OMHLM           |
| Rue de Picardie - Rue d'Artois                                               | 1972                 | SCI             |
| Rue de Brabant - Rue de Savoie - avenue d'Île-de-France                      | 1972                 | ODHLM et CRL    |
| Rue de Savoie - Rue du Piémont                                               | 1973                 | OMHLM et ODHLM  |
| Avenue de Bourgogne - Rue du Languedoc                                       | 1976                 | CRL             |
| Rue de Cologne - Avenue d'Île-de-France - Rue des Causses - Rue du Piémont   | 1977                 | OMHLM           |

- Années 1950 :

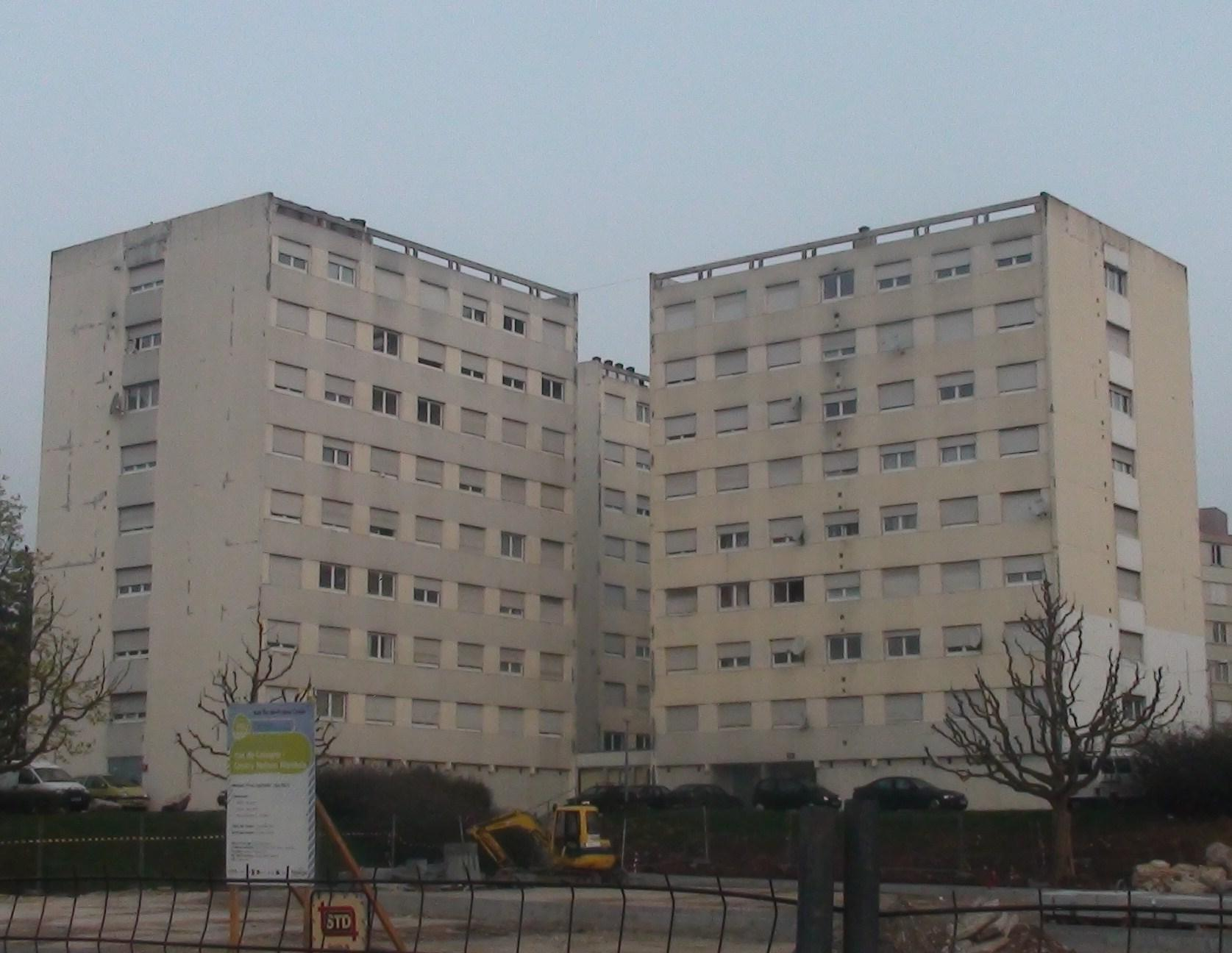
Bâtiments d'Île-de-France

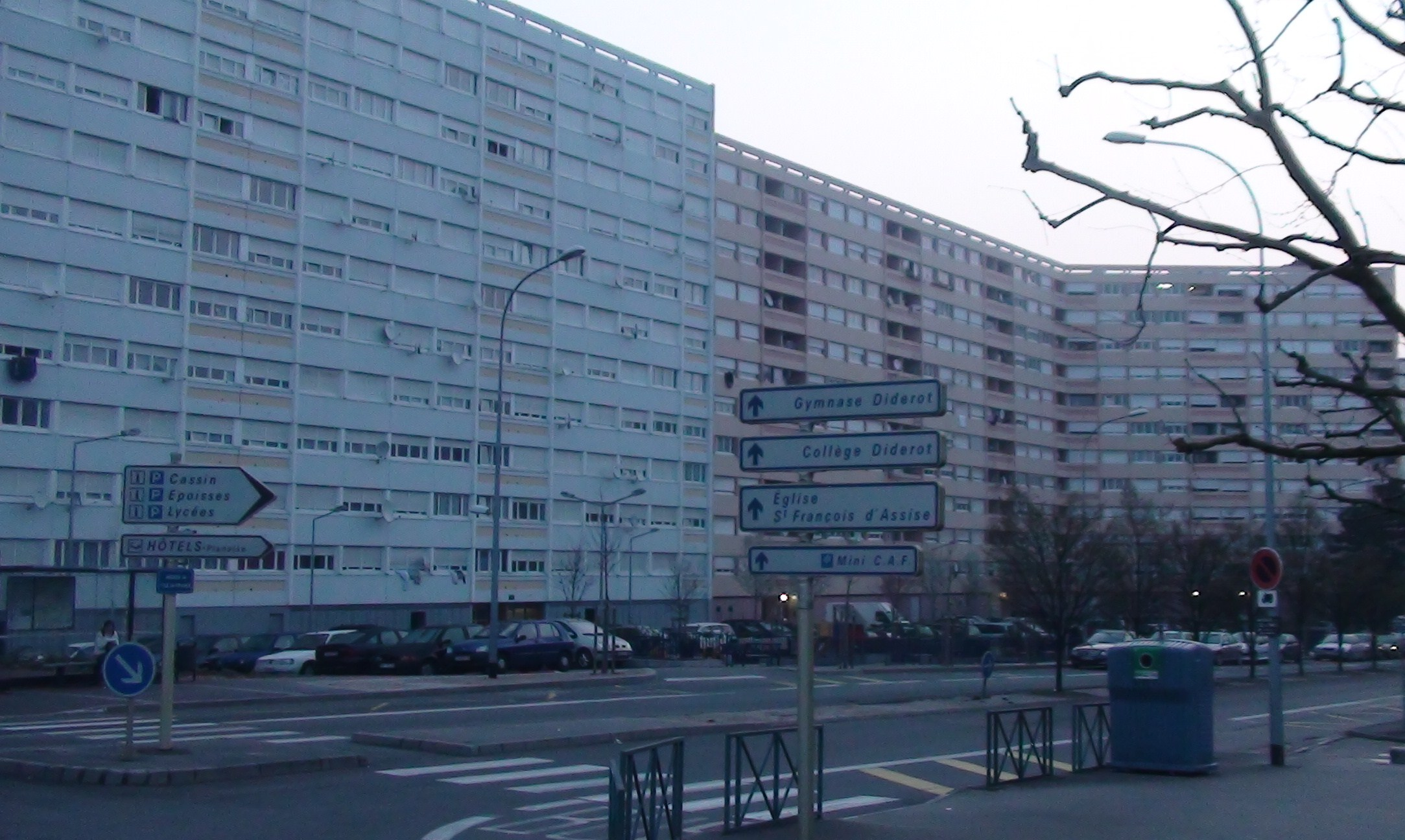
Bloc d'Île-de-France

  - 1953, plan courant. Début de la construction des grands ensembles.
  - 1955, le projet de la ZUP de Planoise est avancé, ce projet obligerait les agriculteurs à laisser leurs terres. Mécontents, certains manifestent leur colère en faisant des grèves ou en bloquant la voie reliant Planoise à Besançon. La population totale du secteur est d'environ 1 000 habitants.
  - 1958, charte des ZUP.
- Années 1960 :
  - 1960, décision est prise, la nouvelle ZUP de Planoise est en cours d'aménagement et de construction, on procède aux premières expropriations. La ville rachète le site de Planoise pour un total de 7 160 886 Francs (1 091 670 Euros).
  - 1962, le 8 juin, le ministère de la construction autorise la construction d'une zone d'habitations sur le site de Planoise.
  - 1962, Une grande partie des anciennes fermes sont détruites ou intégrées aux nouveaux bâtiments.
  - 1963, le 18 janvier, un arrêté préfectoral déclare d'utilité publique l'acquisition des terrains nécessaires à la création de la ZUP de Planoise, soit à l'amiable soit par la voie d'expropriation. Aménagement de la zone industrielle (Z. I.).
  - 1963, le 24 juillet, le journal « le comtois » fait de Planoise ses gros titres « les ouvriers creusent à Planoise »
  - 1965, le 24 janvier, "premier sillon" au bulldozer.
  - 1965, le 28 janvier, L'Est républicain fait de Planoise ses gros titres : « Jour J pour la cité de l'avenir »
  - 1967, création des ZAC et création de l'ANPE.
  - 1967, le 27 octobre, les deux premiers appartements de Planoise sont terminés.
  - 1967, destruction de la ferme Marcel Humbert, elle était située entre l'actuel boulevard Russell, près du lycée Tristan Bernard.
  - 1967, construction du L. E. P. (Lycée d'enseignement professionnel) Tristan Bernard, dans le secteur de Cassin.
  - 1968, ouverture du pont de la Grette reliant le centre-ville au quartier de la Grette-Butte et à Planoise.
  - 1968, premiers réseaux de transports en commun passant à Planoise (bus) reliant le centre-ville au quartier.
  - 1968, livraison des 132 premiers logements, premiers habitants des HLM à Planoise.
  - 1968, construction du collège Diderot, avenue d'Île-de-France.
  - 1968, construction de la chaufferie de bois[1] et de l'usine d'incinération de Besançon-Planoise.
  - 1969, construction du centre commercial des Époisses.
  - 1969, construction de la maternelle Picardie, dans le secteur des Époisses.
- Années 1970 :
  - 1970, loi sur la création des villes nouvelles.
  - 1970, la Ferme de Prabey cède la place à Mammouth, puis à Géant.
  - 1970, construction du groupe scolaire d'Île-de-France.
  - 1971, construction du collège Voltaire, dans le secteur d'Île-de-France[2].
  - 1971, construction de l'école Champagne, dans le secteur des Époisses.
  - 1971, construction du parc des expositions de Besançon (Micropolis).
  - 1972, construction de l'église Saint-François d'Assise.
  - 1973, circulaire Guichard mettant fin à la construction des grands ensembles.
  - 1973, construction des maternelles Cologne et Saint-Exupéry, situées dans le secteur d'Île-de-France.
  - 1975, construction du centre commercial d'Île-de-France.
  - 1975, inauguration d'un central téléphonique.
  - 1976, création du site de la Malcombe.
  - 1976, inauguration de la halte Garderie Bourgogne, située dans le secteur des Époisses.
  - 1977, jeux d'Intervilles Planoise-Vesoul.
  - 1977, création du comité interministériel "Habitat et vie sociale" la réhabilitation des zones d'habitat défavorisé est à l'ordre du jour.
  - 1977, inauguration de la maternelle Artois, située dans le secteur d'Île-de-France.
  - 1978, le 26 mai, la ville de Besançon décide de la création de la ZAC de Planoise.
- Années 1980 :
  - 1980, la Ferme de Château Salade qui occupait l'emplacement de l'actuel Hôpital Jean-Minjoz est détruite.
  - 1981, création de l'association Pari (aide aux devoirs, initiation à informatique...)
  - 1982, inauguration du théâtre de l'Espace, à Cassin.
  - 1983, lois de décentralisation.
  - 1983, ouverture de l'Hôpital Jean-Minjoz.
  - 1985, les contours de la place Cassin se précisent, reconnaissance comme secteur à part entière.
  - 1985, naissance du journal de quartier « la Passerelle ».
  - 1986, les Archives départementales du Doubs s'installent à Planoise.
  - 1986, fondation du Planoise Karaté Academy.
  - 1988, ouverture de Micropolis.
  - 1988, élection de Jean-Louis Fousseret au poste de conseiller général du Canton de Besançon-Planoise.
- Années 1990 :
  - 1990, création du ministère de la ville
  - 1993, création de la coordination Planoise.
  - 1993, construction de la Piscine-Patinoire Lafayette.
  - 1997, installation de Radio Sud dans le quartier.
  - 1998, destruction de la ferme de la Bousserotte ou ferme Bailly. Ses propriétaires sont les derniers à avoir habité Planoise, jusqu’au début 1997 où la petite bâtisse (dont le terrain était réduit à un seul enclos de moutons) dut faire place au Parc urbain.
  - 1998, loi relative à la lutte contre les exclusions.
  - 1998, inauguration de la Piscine-Patinoire Lafayette.

### XXIesiècle
- Années 2000 :

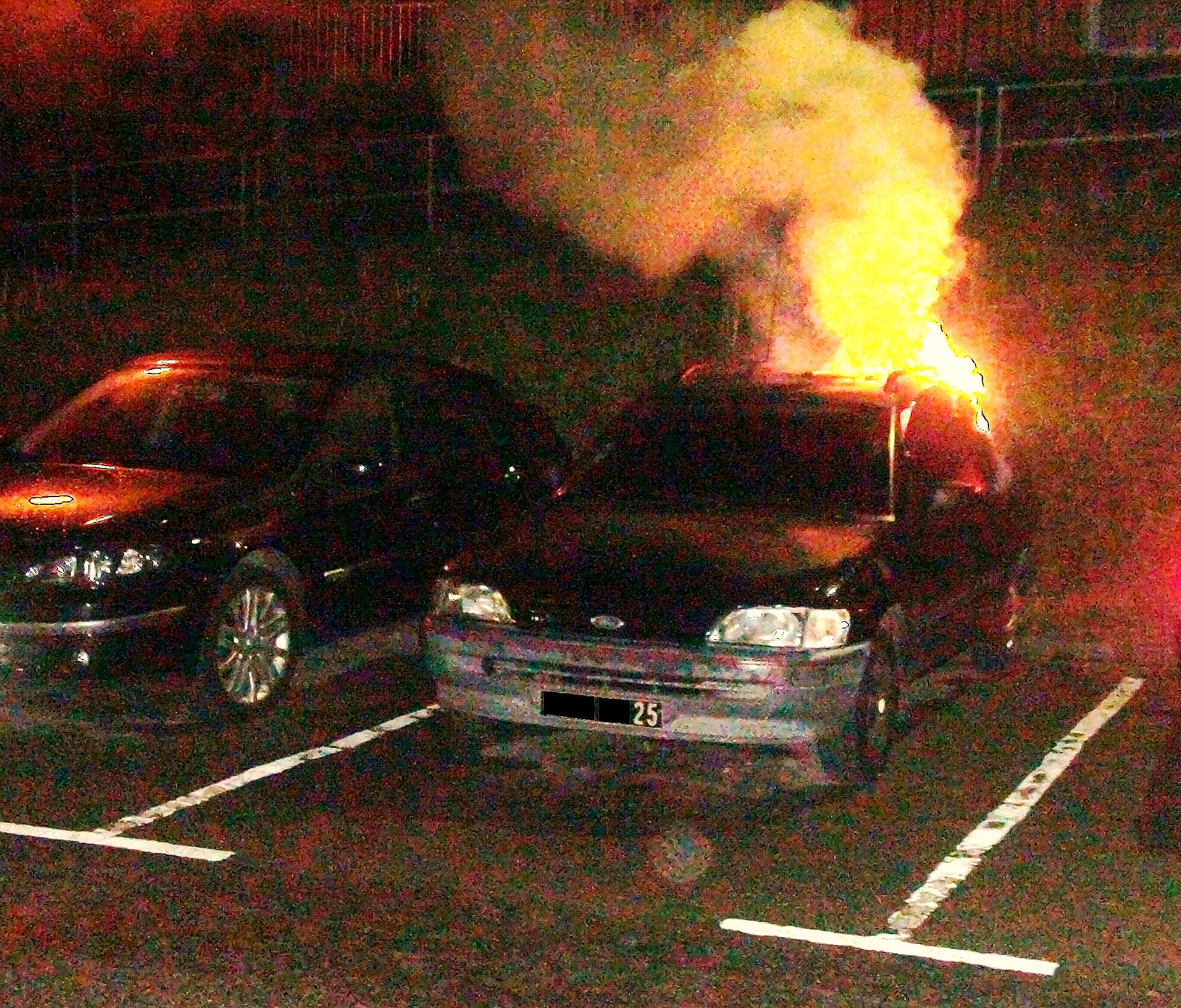
Voiture en feu en 2009, dans le secteur d'Île-de-France.

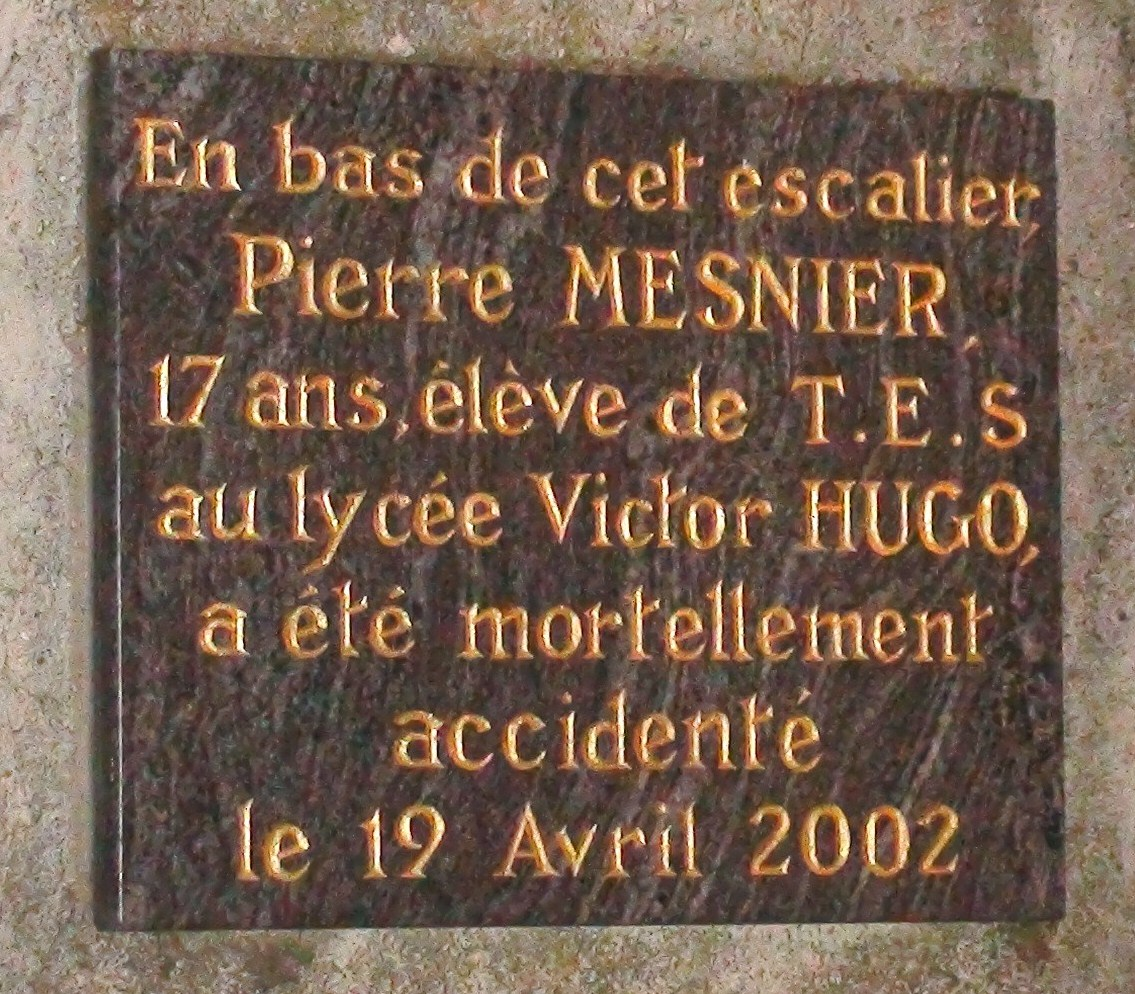
Plaque commémorative de Pierre Mesnier.

  - 2000, destruction de la Ferme Roy, la dernière qui était encore intégralement debout.
  - 2000, classement en zone urbaine sensible et Zone franche urbaine, dispositif remplacé par celui de quartier prioritaire en 2015.
  - 2000, installation de l'église Cépée rue Blaise Pascal, dans le secteur de Cassin[3].
  - 2001, le 18 mars, élection de Danièle Tétu (PS) au Canton de Besançon-Planoise.
  - 2001, la Ferme Roy (Maraicher), à Micropolis, a été incluse dans le parc des expositions en 1970, a servi de lieu de culte avant 1972 pour les chrétiens, de logement au concierge, jusqu’à sa destruction récente pour le hall d’exposition (2001). C’était le dernier bâtiment ancien encore debout.
  - 2001, la ferme Siméon (ou "Grange Ranfin") dans l’enceinte du collège Diderot est préservée jusqu'à la construction du nouveau bâtiment en 1978. Les marronniers n'ont pas survécu, déjà éprouvés par le terrassement ils ont été abattus pendant les vacances d’hiver 2001.
  - 2002, le 19 avril, un jeune étudiant du lycée Victor Hugo, Pierre Mesnier, décède accidentellement dans le secteur de la Malcombe. Une plaque lui rend hommage.
  - 2004, plan Borloo relatif à l'emploi, l'insertion des jeunes et le logement.
  - 2005, du 2 au 17 novembre : émeutes dans les banlieues françaises : Planoise est le théâtre de violentes émeutes : 24 faits criminels sont officiellement enrengistrés[4].
  - 2005, le 3 novembre : Incendie du forum de Planoise et décès de Salah Gaham dans le secteur de Cassin[5],[6]
  - 2006, début de construction des Hauts du Chazal (projet avancer en 2002).
  - 2006, le 26 mars, inauguration de la place Salah Gaham[5].
  - 2007, incendie criminel du commissariat de Planoise[7]: destruction des locaux et évacuation des locataires. s'ensuivit la même année une seconde tentative déjouée, et une pétition des habitants se sentant en danger.
  - 2007, inauguration du centre Nelson Mandela, dans le secteur d'Île-de-France.
  - 2008, le 16 mars, élection de Barbara Romagnan au poste de conseiller général du Canton de Besançon-Planoise.
  - 2008, le 25 mai, inauguration de la Mosquée Al-Fath en présence du maire de Besançon[8].
  - 2009, rénovation et construction de nouveaux axes de communications routiers, liaisons entre les différents secteurs, voiries repensées pour le Tramway de Besançon. Réhabilitation des anciens blocs prévue jusqu'à 2012 : démolition des taudis, construction de nouveaux bâtiments plus petits, plus spacieux, aux couleurs plus chaudes[9].
  - 2009, le 17 janvier, braquage d'un bus au terminus de Planoise : plusieurs jours de grève des conducteurs de la compagnie Ginko[10],[11].

- - 2009, publication du tracé du Tramway de Besançon.
  - 2009, le 15 septembre, agression de plusieurs policiers à Cassin à la suite de l'arrestation d'un jeune ; s'ensuivirent plusieurs nuits mouvementées[12],[13].
- Années 2010 :
  - 2010, à partir du 9 août, « affaire des scooters » : le 9 août 2010 un jeune homme roulant semble-il à vive allure avec une moto de cross non homologuée et sans casque percute une voiture dans le quartier[14]. Le conducteur est sévèrement blessé et gît à terre lorsque plusieurs autres jeunes tentent de lui enfiler un casque sur la tête et emportent le scooter accidenté avant l'arrivée des secours[14]. Le jeune conducteur est encore dans le coma et son pronostic vital est engagé ; cet évènement va relancer la question de la sécurité des deux roues dans le quartier[14], avant qu'un autre accident encore plus grave se produise quelques jours plus tard : Bilal, un jeune garçon de six ans, est renversé et très gravement blessé dans le secteur de Cassin le 14 août 2010 par un scooter qui a pris la fuite[15]. Le conducteur finit par se livrer aux forces de l'ordre le lendemain, et se révèle positif aux stupéfiants[16]. Déjà bien connu de la police, notamment pour des infractions routières, il ne possédait pas de permis au moment des faits[17]. L'affaire prend un tournant politique lorsque le maire de la ville, Jean-Louis Fousseret dénonce « une poignée de véritables fous furieux du guidon » et promet un renforcement des moyens contre ce type d'agissements[18], relayé par Michel Omouri (conseiller municipal UMP de Besançon) demandant la mise en place d'un dispositif vidéo dans le quartier[19].
  - 2014, projet du tramway de Besançon : le tramway passera à Planoise d'ici 2014[20].
  - 2020, projet éventuel d'une gare à Planoise[21].

## Arrestation
- Planoise
- Besançon
- Histoire de Besançon
- Chronologie de Besançon
- Zone urbaine sensible
- Zone à urbaniser en priorité

## Sources et références
1. ↑  Chaufferie de bois de Planoise (consulté le 1/11/09)
2. ↑  La rénovation du collège Voltaire (consulté le 7 mars 2010.
3. ↑  Site de l'église Cépée (consulté le 1/11/09)
4. ↑  Compte-rendu municipal des émeutes à Besançon (consulté le27/10/09)
5. 1 2  Bulletin officiel - ville de Besançon - Square Salah Gaham(consulté le 27/10/09)
6. ↑  Square Salah Gaham sur Planoise-reflexion. fr (consulté le 27/10/09)
7. ↑  Commissariat de Planoise : Youtube (fr3) (consulté le 13/10/09)
8. ↑  Inauguration de la mosquée Al-Fath sur la-passerelle. fr (consulté le 1/11/09)
9. ↑  Plan de rénovation urbaine sur Besançon.fr (consulté le 01/11/09)
10. ↑  Lepoint. fr : braquage d'un bus à Planoise (consulté le 13/10/09)
11. ↑  Retour sur le Braquage sur TF1.fr (consulté le 30/11/2009)
12. ↑  Macommune.info : Agression de policiers à Planoise (consulté le 13/10/09)
13. ↑  Bivouac-id.com (consulté le 13/10/09)
14. 1 2 3  Sa moto percute une voiture à Planoise : un jeune dans le coma, sur MaCommune.info (consulté le 17 août 2010).
15. ↑  Enfant renversé par un scooter à Planoise : appel à témoins, sur MaCommune.info (consulté le 17 août 2010).
16. ↑  Planoise: le conducteur du scooter contrôlé positif aux stupéfiants, sur MaCommune.info (consulté le 17 août 2010).
17. ↑  Planoise : le petit Bilal toujours dans le coma, sur MaCommune.info (consulté le 17 août 2010).
18. ↑  Planoise: Fousseret dénonce «une poignée de véritables fous furieux du guidon», sur MaCommune.info (consulté le 17 août 2010).
19. ↑  Bilal : Michel Omouri (UMP) veut des caméras à Planoise, sur MaCommune.info (consulté le 17 août 2010).
20. ↑  Le tramway de Besançon sur Macommune.info (consulté le 7/10/09)
21. ↑  Planoise-reflexion. fr : Hauts-de-Chazal et gare de Planoise (consulté le 10/10/09)